# Opiconsivia
L'Opiconsivia (aussi Opeconsiva ou Opalia) est une  fête religieuse romaine qui se tenait le 25 août en l'honneur d'Ops (également connue sous le nom d'Opis), une déesse des ressources agricoles et de la richesse. La fête marquait la fin des récoltes, avec une fête miroir le 19 décembre consacrée au stockage du grain. 
Le mot latin consivia (ou consiva) dérive de conserere ("semer"). Opis était considérée comme une déesse chthonique (du monde souterrain, à l'intérieur de la terre) qui faisait croître la végétation. Comme sa demeure était à l'intérieur de la terre, Ops fut invoquée par ses fidèles alors qu'elle était assise, les mains au sol, selon Macrobius (Saturnales, I: 10). 
Bien qu'Ops soit une épouse de Saturne, elle était étroitement associée à Consus, le protecteur des grains et des silos de stockage souterrains. Consus est donc considéré comme un nom alternatif de Saturne sous son aspect chtonien. La fête de Consus, la Consualia, était célébrée deux fois par an, chaque fois avant celle d'Ops, la première le 21 août, après la récolte, et l'autre le 15 décembre, après la fin des semailles. 
La fête d'Opiconsivia était dirigée par les Vestales et les Flamines de Quirinus, un des premiers dieux des Sabins, dit être le Romulus déifié. Quirinus a été absorbé par et inclus dans la première et la plus ancienne triade capitoline, avec Mars — alors dieu de l'agriculture — et Jupiter. La principale prêtresse de la regia portait un voile blanc, caractéristique des vierges vestales. Une course de chars avait lieu au Circus Maximus et des chevaux et des mules, coiffés de chapelets de fleurs, prenaient également part à la célébration. 